# BC級戦犯
BC級戦犯（BCきゅうせんぱん）は、連合国によって布告された国際軍事裁判所条例及び極東国際軍事裁判条例における戦争犯罪類型B項「通例の戦争犯罪」またはC項「人道に対する罪」に該当する戦争犯罪または戦争犯罪人とされる罪状に問われた個人の総称。A項の平和に対する罪で訴追された者は「A級戦犯」と呼ぶ。
日本のBC級戦犯は、GHQにより横浜やマニラなど世界49カ所の軍事法廷で裁かれた。被告人は約5700人で約1000人が死刑判決を受けたとされる。
なお、極東国際軍事裁判（東京裁判）においてもA項目の訴追事由では無罪になったが、B項、C項の訴追理由で有罪になった者がいた（松井石根）。
なお、日本に対してはほとんどB項しか適用されていない。

## 定義
ナチス・ドイツのポーランド侵攻以降、ナチス・ドイツによる残虐行為に関して各国政府やその代表などから非難の声があがっていた。この声はその後、ロンドン-セント・ジェームズ宮殿における宣言において責任者の裁判による処罰の言及に発展し、1943年10月の連合国戦争犯罪委員会発足の契機となった。
1943年11月1日にはモスクワ宣言が発表され、その中でナチス・ドイツの戦争犯罪人の処罰は犯罪が行われた国で裁判にかけ、地域が限定されない戦争犯罪人（主要戦争犯罪人）は連合国の判断に委ねることが宣言された。
連合国戦争犯罪委員会による1944年10月の提言では、組織的かつ大規模な残虐行為に伴う主要な戦争犯罪には国際法廷を、それ以外の戦争犯罪には軍事法廷を開くことが記されていた。この提言はイギリスによって否定されたが、後の国際軍事裁判所条例におけるA～C項目の戦争犯罪類型の原型となった。極東国際軍事裁判所条例では、この戦争犯罪類型の一部を変更して取り入れている。
- A項「平和に対する罪」((a) Crimes against Peace) に関連する犯罪は、ドイツ-ニュルンベルクの国際軍事裁判所と日本-東京の極東国際軍事裁判所で審理され、それ以外のB項「通例の戦争犯罪」・C項「人道に対する罪」を主とした犯罪は、各地の連合国軍と犯罪が行われた各国において審理された。
- B項「通例の戦争犯罪」((b) Conventional War Crimes) とは、戦時国際法における交戦法規違反行為 (Namely, violations of the laws or customs of war) を意味する。
- C項「人道に対する罪」((c) Crimes against Humanity) とは「国家もしくは集団によって一般の国民に対してなされた謀殺、絶滅を目的とした大量殺人、奴隷化、捕虜の虐待、追放その他の非人道的行為」と定義されたが、この法概念に対しては当時から賛否の意見が分かれていた。

B項とC項は重なり合う部分も多く、B項が戦時における兵士による通例の戦争犯罪であるのに対して、C項は一般国民に対する迫害・残虐行為といった形で説明されることも多い。そのため、C項は戦時だけでなく平時も含み、自国民への犯罪も対象になるともされる。その結果、このC項は、ナチのユダヤ人虐殺のような民族的あるいは集団連帯的な迫害・残虐行為を念頭に置いて、日本の戦争犯罪とされるものに対しては適用されなかったという言い方がなされることもある。実際には、例えば、東京裁判では55の訴因が類型としてあげられたが53番目から55番目の訴因が「通例の戦争犯罪及び人道に対する罪」となっているが、判事らが区分けに関心がなく、事案の内容次第でこれらの条項で有罪判決を受けた者がどちらであったかは何ともいえない面がある。国際法学者一又正雄は、B級は指揮・監督にあたった士官・部隊長、C級は直接捕虜の取り扱いにあたった者、主として下士官、兵士、軍属であるという主旨の説明をしている。終戦間もない時期にしばしば語られることのあった説明であるが、適用され始めたばかりの時期の混乱があったとも思われる。
そもそも、A級、B級、C級の区別は国際軍事裁判所条例及び極東国際軍事裁判所条例（英: Charter of the International Military Tribunal for the Far East）における分類である。また、「BC級戦犯」はアメリカ合衆国での呼称であり、イギリスやオーストラリアでは「軽戦争犯罪裁判（英: Minor war crimes trials）」と呼ばれている。しかし、外地内地を問わず、指揮官クラスのみならず多数の下士官・兵士クラスの者も実行者としてしばしば処刑され、日本では彼らは一律にBC級戦犯として伝えられることが多かった。

## 戦争犯罪人のリストアップ
連合国は戦時中・戦後と戦争犯罪に関する情報を収集していた。
これらの情報は連合国戦争犯罪委員会に提出され、それを基に1948年3月までに36,529名の容疑者リストを作成した。
また、日本の戦犯を対象として、中国の重慶に設置された同委員会極東太平洋小委員会では3,158名、連合軍東南アジア司令部では1945年11月10日までに1,117名のリストが作成された。
これらのリストは戦犯の捜査機関を持っている各地の連合軍や各国に配布され、戦犯の逮捕に利用された。
リストに載っていない者であっても、各捜査機関の判断により逮捕・調査が行われることもあった。

## BC戦犯の逮捕
ダグラス・マッカーサー元帥は厚木に到着すると真っ先にエリオット・ソープ准将に東條以下の戦争犯罪人を逮捕するよう命じた。
GHQは、1945年9月11日に東條英機など43名をはじめとして、1948年7月1日までに2,636名の逮捕令状を出し、2602名の容疑者を逮捕・起訴した。
イギリス軍を主体とする連合軍東南アジア司令部は1946年5月の時点で8,900名を逮捕し、この他にソビエト連邦軍やアジア各国で逮捕されている。正確な容疑者の逮捕総数を示す資料はないが、第一復員局法務調査部では1946年10月上旬の時点で約11,000名が海外で逮捕されたと推計していることなどから、その数が1万名をはるかに超すものと考えられている。
日本はジュネーヴ条約（赤十字条約）のひとつである俘虜の待遇に関する条約を、加入はしたものの批准していなかった（適用すると連合国側には約束はしていた）事から、参謀本部や軍令部にも条約への意識が無く、捕虜の扱いについて指示がまちまちとなった。
その結果、各部隊に捕虜の人権への理解が届かずに処刑や虐待に繋がり、必然的に訴追対象者の増加にも繋がっている（九州大学生体解剖事件、油山事件など）。
戦後の海軍反省会では軍令部の高級参謀達が当時を振り返り、「捕虜であろうと敵は一人でも多く殺せ」という空気があり、それが軍全体に行き渡ったのだろう」と証言している。この中で元大佐の大井篤は中国三竈島における海軍の民間人掃討を例に、日本兵の人権、人命軽視は日中戦争の頃より醸成されて麻痺してしまっていた事も影響したと指摘している。
また、連合軍軍用機の搭乗員の捕虜に対する扱いも問題となった。田中宏巳「BC級戦犯」（ちくま新書）では、「航空機と地上部隊の戦いは『一方的に航空機が攻撃を加え地上部隊は無力感と憎悪が高まる』という具合になりやすい。この状況で軍用機が墜落して搭乗員が捕虜となった時に、ついさっきまで空中から一方的に自軍を殺戮していた者が『捕虜になった以上ジュネーヴ条約で守られる権利がある』ということなど戦場の兵士にはとうてい受け入れられない」と述べている。
同書によると、石垣島で米軍機搭乗員3人が捕虜となった後殺害された件で（後に減刑されたが）死刑判決42人という事例もあり、軍用機搭乗員捕虜の殺害では全体的に死刑判決が多くなる傾向にあったという。
戦犯逮捕の過程では、敵軍の裁きを潔しとしないという理由で自らの命を絶った者もいた。主なものを挙げると、杉山元（元帥、陸軍大将、開戦時の参謀総長）は拳銃自殺、橋田邦彦（文部大臣）、近衛文麿（元首相）の2名は服毒自殺、小泉親彦（東條内閣の厚生大臣、軍医中将）、本庄繁（元関東軍司令官、陸軍大将）は割腹自殺を行っている。なお東條英機（元首相、陸軍大将）は自殺を図ったが未遂に終わっている。

### 朝鮮人・台湾人の戦争犯罪人
BC級戦犯の中には、当時日本統治下にあった朝鮮・台湾出身の朝鮮人と台湾人がいた。その数は、朝鮮人が148人、台湾人が173名だった。
連合国が、日本の戦争犯罪の中でも捕虜虐待を特に重視していたこと（ポツダム宣言の第10項）、日本軍が、東南アジアの各地に設置した捕虜収容所の監視員に朝鮮人・台湾人の軍属を充てたこと、連合国各国が朝鮮人・台湾人を、「敵国に使用された臣民」と見なし、日本人として裁いたこと、上官の命令に基づく行為でも責任を免除されないとしたことが、多くの朝鮮人・台湾人の戦犯を生み出した要因となった。
泰緬鉄道建設の例に見られるように、日本政府が「ジュネーヴ条約」の準用を連合国各国に約束しながら、それに基づいた処遇を適正に行わなかった為、条約に反した命令・処遇の実行責任が、末端の軍属にも問われた（厳密には「準用」は「遵守」に比べて実行側の裁量の余地が大きいが、そうした主張が通る状況ではなかった）。
朝鮮人戦犯148人のうち、軍人は3人だった。1人は洪思翊中将であり、2人は志願兵だった。この他、通訳だった朝鮮人16人が中華民国の国民政府によって裁かれ、うち8人が死刑となった。残る129人全員が、捕虜収容所の監視員として徴用され、タイ・ジャワ・マレーの捕虜収容所に配属された軍属である。。
尚、敵国の婦女子をはじめとする民間人を抑留したジャワ軍抑留所の監視にも朝鮮人軍属があたったため、オランダ法廷で戦犯となっている。
台湾人軍属は、ボルネオ捕虜収容所に配属された。オーストラリア法廷で多くの台湾人が戦犯として裁かれ、うち7人が死刑、84人が有期禁錮となった。
朝鮮人・台湾人の戦犯受刑者は、日本人受刑者が「内地送還」になる際、一緒に日本へ送還され、巣鴨プリズンで刑の執行が継続された。

## 戦犯収容所
戦犯容疑者たちは、収容所で私的暴行を受けたと証言する者が多く、暴行で死亡した者がいたという証言もある。これは、日本軍が暴行を加えた現地の捕虜が看視兵を務めた例が多いからだといわれている。

## 裁判
起訴件数は2,244件、5,700名が起訴された。ただし、この数字には、ソビエト連邦と中華人民共和国での数字が含まれていない。
軍事法廷という形式上、裁判は一審制であったが、通常の軍律裁判とは違い弁護人が付けられた。特に中国、ソ連、オランダによる法廷では、杜撰な伝聞調査、虚偽の証言、通訳の不備、裁判執行者の報復感情などが災いし、不当な扱いを受けたり、無実の罪を背負わされる事例も多数あったと言われる。（反面、中国では国民党･共産党双方の角逐から其々日本将兵を戦力として期待し自陣営に引き入れようとする動きも強く、現地住民が処刑･処罰を強く希望するにもかかわらず、それを抑え、むしろ元々の日本側の行為にくらべ処罰者も意外なほど少なかったという話も聞かれる。また、ソ連のハバロフスク裁判も冷戦時代の隔絶の中で情報があまり入らずベールに包まれていたが、現地の裁判自体は公開で行われ、そこで明らかにされた関特演や731部隊他による生体実験等の日本軍の非について日本側からも否定する声はあまり聞かれない。）
無実の罪や不当な罪を背負わされという主張は被疑者を含め、日本側の関係者を中心に見られる。
例として、栄養失調の捕虜にゴボウを食べさせた（直江津捕虜収容所事件）、肩凝りや腰痛の捕虜に灸を据えた収容所関係者が捕虜虐待の罪に問われ有罪とされた、などが挙げられる。ただし、これらの事実が公判で虐待として指摘されたことは確かであるが、例えば直江津では実際に異常な数の死者が出ていた等の事もあって、これだけで有罪になったのか、またはこれ以外にも虐待の事実があったがゆえに有罪の証拠として採用されたのかは不明である。
米軍における裁判でも山本七平は「“タナカという憲兵がやった”という証言があって、“やったのはこいつだ”と面通しで言われたらもうおしまいで、『私は憲兵でなく砲兵です』といくら言っても無駄だった」と回想している。一方、林博史は、一般的な軍律裁判と比較して、正確な裁判であったと評価する。

### 処罰
A級戦犯約200名が、巣鴨拘置所に逮捕監禁されたのと同時にBC級戦犯約5,600人が各地で逮捕投獄された。横浜、上海、シンガポール、ラバウル、マニラ、マヌス島等々南方各地の50数カ所の牢獄に抑留され、約1,000名が軍事裁判の結果、死刑に処された。処刑方法は、約3分の2が絞首刑、残りは銃殺刑であり、中国においては市中引き回しの上、死刑執行させられている。また、巣鴨拘置所では、銃殺刑に処された1人（元ネグロス島司令大佐）を除いて33人が絞首刑に処された。1952年、サンフランシスコ講和条約発効後、戦犯死没者の遺書は巣鴨プリズンの巣鴨遺書編纂会によって取りまとめられ『世紀の遺書』として1953年に出版された。
なお、この裁判では上官の命令に従っただけの下級兵が多く処刑されたというのがよく一般的に言われるが、実際は2等兵などの下級兵士は起訴された割合が低く、死刑になった割合は減刑などを考慮に入れると割合としては少ない（ただし、朝鮮人などの軍属では、処刑になった割合はやや多い）。死刑になった割合が多いのは准士官、下士官が多い。一方で、シンガポール華僑虐殺事件のように戦争犯罪を命令した高級軍人が戦犯逃れで逃亡したために、命令に反対した軍人が身代わりのように処刑された例もあり、旧軍の官僚組織の非道さを具現化した例もあった。他にも真犯人が戦死・抑留等によって不在のために、より罪の軽いはずの軍人が重罪に問われた例もあった。
また、外国で逮捕された中にはマレー半島のイロンロン村の虐殺事件などで現地の人々が「助けてくれた。」などの証言をして弁護したケースがある。この事件では比較的厳しい裁判官であったが、虐殺にしては軽い罪になった。これらのケースでは虐殺などの罪でも比較的軽い罪で済むケースが多かった。

## 法廷一覧
総計2,235裁判、被告全総数5,724人（ただし、同一人物が複数裁判を受けている場合があるので、実際の人数はこれより減少する）。各裁判の人数は公文書館のBC級資料より。

### アメリカ裁判
全461裁判、被告総数1,446人
- 横浜：331裁判、被告1,029人 1945年12月18日～1949年10月19日（アメリカ裁判終了）
  - 武士道裁判（アメリカ・横浜裁判23号[15]）
  - 花岡事件（アメリカ・横浜裁判230号）
  - 伊藤ケース（アメリカ・横浜裁判233号）
  - 東海軍司令部B29搭乗員処刑事件（岡田ケース）（アメリカ・横浜裁判261号）
  - 大船収容所事件 (アメリカ・横浜裁判256,303号など)
  - 石垣島事件
  - ドゥリットル・ケース
- グアム：29裁判、被告109人 1945年2月26日～1949年4月28日
  - 父島人肉食事件（アメリカ・グアム裁判11号）
  - 海軍生体解剖事件
- クェゼリン[16]：3裁判、被告18人
- 上海：10裁判、被告52人 1946年2月12日～
- マニラ：88裁判、被告総数238人 1945年10月8日～ 1947年にフィリピンに裁判を移管。
  - 山下ケース

### イギリス裁判
全316裁判、被告950人
- シンガポール：137裁判、被告490人 1946年1月21日～1948年3月12日
  - カーニコバル島事件（イギリス・シンガポール裁判12号）
  - 泰緬鉄道建設捕虜虐待事件
  - シンガポール華僑粛清事件（イギリス・シンガポール裁判118号）
  - 双十節事件[17]
  - 昭南陸軍刑務所事件[18]
  - セララン兵営事件
- ジョホールバル：4裁判、被告5人
- クアラルンプール：50裁判、被告84人 1946年1月30日～1948年1月12日
  - マラッカ事件
  - ネグリセンビラン州事件[19]
- タイピン：17裁判、被告36人
- アロルスター：2裁判、被告16人
- ペナン：1裁判、被告、35人
- 香港：45裁判、被告123人 1946年3月28日～1949年12月20日（イギリス裁判終了）
  - 一宮町事件[20]
  - ビーハー号事件（利根事件）[21]
- ラブアン：6裁判、被告13人
- ジェッセルトン（アピ）：14裁判、被告17人
  - アピ事件[22]
  - サンダンカン事件[23]
- ビルマ：40裁判、被告131人 1946年3月22日～1947年11月21日
  - カラゴン事件[24]
  - 第一モールメン・タキン事件[25]

### オーストラリア裁判
全292裁判、被告総数960人
- ラバウル：197裁判、被告408人
- ラブアン：16裁判、被告157人
  - サンダカン死の行進（オーストラリア・ラブアン裁判14号）
- 香港：13裁判、被告42人 ～1948年12月13日
  - ガスマタ豪軍飛行士介錯事件（オーストラリア・香港裁判13号）
- シンガポール：24裁判、被告62人
- ウェワク：1裁判、被告1人
  - ニューギニア人肉事件（オーストラリア・ウエワク裁判1号）
- ポート・ダーウィン：3裁判、被告22人
- マヌス：26裁判、被告121人 1950年6月5日から1951年4月9日まで。6月11日で最後の死刑執行。この裁判で事実上BC級裁判終了。
- アンボン・モロタイ：12裁判、被告147人
  - アンボン島豪軍捕虜殺害軍件

### オランダ裁判
全448裁判、被告総数1,038人
- バタヴィア：109裁判、被告359人 1946年8月5日～1949年12月14日（インドネシア独立によりオランダ裁判終了[26]）
  - スマラン慰安所事件（オランダ軍バタビア裁判69号）[27]
  - フローレス島事件
  - マゲラン事件
  - 櫻倶楽部事件
  - ジョンベル憲兵分隊事件
- メダン：59裁判、被告136人
  - スマトラ横断鉄道
  - 鉄道建設苦力虐待
- タンジョン・ピナン：6裁判、被告11人
- ポンティアナック：20裁判、被告38人
  - ポンティアナック事件（西ボルネオ住民虐殺事件[28]）
- バンジャルマシン：10裁判、被告30人
- バリックパパン：20裁判、被告88人
- マカッサル：36裁判、被告92人
- クーパン：21裁判、被告24人
- アンボン：49裁判、被告79人
- メナド：44裁判、被告59人
- モロタイ：21裁判、被告65人
- ホーランディア：53裁判、被告57人

### フィリピン裁判
マニラ軍事裁判全70裁判、被告総数169人、
- マニラ：70裁判、被告169人 1947年8月1日～1949年12月28日（マニラ軍事裁判終了）
  - 中村ケース

### フランス裁判
全40裁判、被告総数231人
- サイゴン：40裁判、被告231人 1946年2月11日～1950年3月29日
  - ランソン事件（フランス・サイゴン裁判39号）

### 中華民国裁判
全605裁判、被告総数884人。無罪判決は40%にのぼるが、これは国共内戦における政策変換によるとされる。
- 漢口：79裁判、被告163人
- 北京：89裁判、被告115人 1946年4月8日～
- 広東：93裁判、被告170人
- 瀋陽：115裁判、被告136人
- 南京(南京軍事法廷)：28裁判、被告33人 1946年5月30日～
  - 百人斬り競争（中華民国南京裁判21号）
  - 南京虐殺事件で谷寿夫中将が訴追。
- 済南：21裁判、被告24人
- 徐州：13裁判、被告35人
- 上海：144裁判、被告181人 ～1949年1月26日（中華民国裁判終了）
- 台北：12裁判、被告16人
- 太原：11裁判、被告11人

### 中華人民共和国による裁判
全3裁判、被告総数46人（ただし判明分のみ）。戦犯容疑者は処罰されるよりも撫順戦犯管理所などで「認罪学習」を受けることがおおかった。
- 瀋陽：3裁判、被告46人
- 太原[31]

### ソ連による裁判
ソ連は連合国戦争犯罪委員会に参加しなかったため、ソ連での裁判の実態がわからない。
- ハバロフスク裁判

## 「再審」
軍事法廷は一審制で、被告人に控訴（上告）の権利はなかった。ただし、たとえば米軍による裁判では、死刑判決が出た場合は、必ず連合国軍最高司令官（マッカーサー）の書類審査を受けることになっていた。他国でも、イギリスなどでは同様の書類審査が行われた。このように、死刑判決の後、書類審査で減刑され死刑を免れたケースも多い。これらを、便宜上再審による減刑とも呼ぶ。
裁判自体をやり直したケースはほとんど無く、加藤哲太郎が死刑判決を破棄され改めて終身刑に、さらに禁錮30年に減刑されたのがある程度である。

## 「釈放運動」
講和条約発効後、国内外で戦犯として収監されている者を即時に釈放すべしという国民運動が発生し、広がった。既に講和条約発効以前から個人で釈放のための署名活動を開始し、1953年には90万人を署名を集めた者もいたが、大がかりなものとしては、1952年に、例えば日弁連がBC級戦犯家族を核として始めた署名活動、4日で17万人分の署名を集めた広島の婦人団体によるもの、全国で三千万人分を集めることを目標としたとする引揚援護愛の運動といった団体の署名活動等が知られている。その後、東西陣営の冷戦対立の激化の中で連合国中西側主要国の方針変化によりA級戦犯の釈放が進む中、未だBC級戦犯の収監者が残ることに世間では不満が持たれていた。海外でBC級戦犯として刑が確定、収監されていたところを日本への帰還が認められ送還された者も、釈放が認められた者でなければ、巣鴨にそのまま収監されることとなっていた。1956年3月A級戦犯の出所が完了すると、世間では不公平感やむしろ逆であるべきではないかとの意識がいっそう高まり、巣鴨も含めBC級戦犯者を全て釈放されるべきだとの声も強まっている。
釈放運動の一環としてのこれらの署名活動は長期にわたって様々な団体によって度々行われ、あるものは海外諸国に対し一括して、あるものはフィリピンあるいは中国（共産党政権）に対してという風に行われたため、複数回署名した者も多く、それらの署名は延べ総数で4000万人に達したとも言われる。全戦犯の釈放が終了したのは1964年12月末とされる。

## 年表
- 1940年11月 - ポーランドとチェコスロバキア両亡命政府の共同宣言。ドイツの残虐行為に対して激く非難する。
- 1941年10月 - アメリカ合衆国大統領（フランクリン・ルーズベルト）とイギリス首相（ウィンストン・チャーチル）がそれぞれ声明を発表する。イギリスはその中で、戦争犯罪を処罰することが戦争の目的の一つだと主張した。
- 1941年11月 - ソビエト連邦（モロトフ外相）が、ナチス・ドイツの残虐行為を非難する声明を発表する。
- 1942年1月13日 - イギリス・セントジェームズ宮殿において、ナチス・ドイツの戦争犯罪を裁判によって処罰することを戦争目的に入れるという宣言を決議した。この宣言には、ベルギー、チェコスロバキア、ポーランドなどヨーロッパ9国が参加し、ソビエト連邦も後に同意を示した。中華民国はオブザーバーとして出席し、この宣言に同意するとともに、大日本帝国に対しても同じ原則を適用すると表明した。
- 1943年10月 - 連合国は「連合国戦争犯罪委員会」を発足し、戦争犯罪の処罰に関して正式に議論を行う場を設けた。この委員会には、オーストラリア、ベルギー、カナダ、中華民国、チェコスロバキア、ギリシャ、インド、ルクセンブルク、オランダ、ニュージーランド、ノルウェー、ポーランド、南アフリカ、イギリス、アメリカ合衆国、ユーゴスラビア、フランスの17ヵ国が参加した。
- 1943年11月 - アメリカ合衆国、イギリス、ソビエト連邦によるモスクワ宣言が発表される。その内容には、ナチス・ドイツによる戦争犯罪の責任者はその犯罪が行われた国で裁判を行うこと、地理的制限を有しない主要な戦争犯罪人の扱いは連合国の決定に委ねることなどが含まれている。
- 1944年10月 - 連合国戦争犯罪委員会において次の提案がまとめられた。
  1. 従来の戦争犯罪として想定されていない組織的かつ大規模な残虐行為や、そのような戦争を行う計画、準備、開始、遂行している指導者を裁くためには、国際条約に基づく国際法廷を開く
  2. 審判されるケースが多数に及ぶことを鑑み、連合軍各方面の最高指揮官が設置する軍事法廷を開く

この提案は、イギリスの反対とアメリカ合衆国の消極的姿勢に阻まれ実現しなかったものの、後に設置された戦犯法廷に大きな影響を与えたと言われる。
- 1945年1月22日 - アメリカ合衆国大統領宛覚書「ナチス戦争犯罪人の裁判と処罰に関する件」が提出され、次の点が確認された。
  1. 即決裁判方式を否定、政府間協定に基づく国際法廷により主要戦犯を裁判にかけること
  2. 主要戦犯以外の戦犯は、当該国の国内裁判所で裁判にかけること
- 1945年8月8日 - ロンドン協定ならびに国際軍事裁判所条例が調印される。国際軍事裁判所条例では戦争犯罪の類型として、a項「平和に対する罪」、b項「通常の戦争犯罪」、c項「人道に対する罪」が規定された。
- 1945年9月11日 - 戦犯容疑者逮捕命令
- 1946年1月19日 - 連合国軍最高司令官マッカーサーは極東国際軍事裁判所条例を制定する。
- 1959年（昭和34年）、処刑されたBC級戦犯は靖国神社に合祀された[要出典]。戦犯として死刑に処されて刑死又は獄死した者は公式には法務死亡者と呼ばれ、靖国神社では「昭和殉難者」と呼ばれる。なお、A級戦犯は1978年に合祀された。
- 1964年12月29日 - 全戦犯釈放。